# (10030) Philkeenan
(10030) Philkeenan es un asteroide que forma parte del cinturón de asteroides y fue descubierto por Edward L. G. Bowell desde la Estación Anderson Mesa, en Flagstaff, Estados Unidos, el 30 de agosto de 1981.

## Designación y nombre
Philkeenan recibió inicialmente la designación de 1981 QG.
Más adelante, en 2001, se nombró en honor del astrónomo estadounidense Philip Keenan (1908-2000).

## Características orbitales
Philkeenan orbita a una distancia media de 3,063 ua del Sol, pudiendo acercarse hasta 2,499 ua y alejarse hasta 3,628 ua. Su inclinación orbital es 1,186 grados y la excentricidad 0,1841. Emplea 1958 días en completar una órbita alrededor del Sol. El movimiento de Philkeenan sobre el fondo estelar es de 0,1838 grados por día.

## Características físicas
La magnitud absoluta de Philkeenan es 13,5.